# Főnevek a német nyelvben
A német nyelvben megkülönböztetünk ragozható és ragozhatatlan szófajokat. A főnév (das Substantiv, Haupt[nenn]wort) a ragozható szófajok csoportjába tartozik. Fontos helyesírási tudnivaló, hogy a német nyelvben a főneveket mindig nagy kezdőbetűvel kell írni.
A főnévnek van neme (das Genus, [Wort-, Sprach-]geschlecht), esete (der Kasus, Fall) és száma (der Numerus, die Zahl).

## A főnév nyelvtani neme
A főneveknek van nyelvtani nemük, amelyet a névelő is tükröz. A három nem: 
- hímnem (das Maskulinum)
- nőnem (das Femininum)
- semlegesnem (das Neutrum)

Ennek alapján a következő kategóriákat különböztetjük meg: 
- hímnemű főnevek – névelőjük alanyesetben, egyes számban: der → der Vater
- nőnemű főnevek – névelőjük alanyesetben: die → die Mutter
- semlegesnemű főnevek – névelőjük alanyesetben, egyes számban: das → das Kind

A német nyelvben nemcsak a főnév végződése, hanem a névelő vagy más determináns alakja is jelzi a főnév nemét.
A főnevek nemének meghatározására általános érvényű szabály nincs, de útbaigazíthat a jelentés vagy a végződés. Ha a két szempont összeütközésbe kerül, akkor többnyire a végződés határozza meg a nyelvtani nemet.

Pl.: das Mädchen (a lány), das Fräulein (a kisasszony) mindkét főnév „nőnemű élőlényt” jelöl, viszont a -chen és -lein kicsinyítő képző miatt semlegesneműek.

## A főnevek nemének fontos szabályai

### Hímnemű főnevek

#### Jelentés szerint
- Férfinevek: lieber Ulrich, Friedrich der Große
- Férfiak: der Herr (úr), der Mann (férfi), der Vater (apa); der Knabe (fiú), der Junge ((fiatal) fiú); der König (király), der Despot (kényúr), der Tyrann (zsarnok)
- Hímnemű állatok: der Eber (kandisznó), der Hahn (kakas), der Löwe (hímoroszlán), der Stier (bika)
- Foglalkozások (hímnemű alakjai): der Chirurg (sebész), der Friseur (fodrász), der Journalist (újságíró), der Lehrer (tanár), der Pilot (pilóta), der Zahnarzt (fogorvos)
- Nemzetiségek (hímnemű alakjai): der Deutsche (német), der Franzose (francia), der Grieche (görög), der Italiener (olasz), der Norweger (norvég), der Ungar (magyar)
- A hét napjai: der Montag (hétfő), der Dienstag (kedd), der Mittwoch (szerda), der Donnerstag (csütörtök), der Freitag (péntek), der Samstag (szombat), der Sonntag (vasárnap)
- Hónapok: der Januar (január), der Februar (február), der März (március), der April (április), der Mai (május), der Juni (június), der Juli (július), der August (augusztus), der September (szeptember), der Oktober (október), der November (november), der Dezember (december)
- Évszakok: der Frühling/der Lenz (tavasz), der Sommer (nyár), der Herbst (ősz), der Winter (tél)
- Világtájak: der Norden (észak), der Süden (dél), der Osten (kelet), der Westen (nyugat)
- A nyelvtani esetek: der Nominativ (alanyeset), der Akkusativ (tárgyeset), der Dativ (részes eset), der Genitiv (birtokos eset)
- Egyéb nyelvtani kifejezések: der Imperativ (felszólító mód), der Kasus (eset), der Numerus (szám); KIVÉTEL: das Genus (nem)
- Alkoholtartalmú italok: der Cognac/der Kognak (konyak), der Rum (rum), der Sekt/der Champagner (pezsgő), der Wein (bor), der Whisky (whisky); KIVÉTEL: das Bier (sör)
- Csapadékok: der Hagel (jégeső), der Regen (eső), der Schnee (hó), der Tau (harmat)
- Szelek: der Föhn (főnszél), der Monsun (monszunszél), der Sturm (vihar), der Wind (szél)
- A Naprendszer bolygói: der Merkur (Merkúr), der Mars (Mars), der Jupiter (Jupiter), der Saturn (Szaturnusz), der Uranus (Uránusz), der Neptun (Neptunusz), der Pluto (Plútó); KIVÉTELEK: die Venus (Vénusz), die Erde (Föld)
- Ásványok és kőzetek: der Bauxit (bauxit), der Granit (gránit), der Kalkstein (mészkő), der Lehm (agyag), der Quarz (kvarc), der Sand (homok)
- Autómárkák: der Ferrari, der Mercedes, der Skoda, der Trabant, der Volkswagen
- Expresszvonatok: der Hungaria, der Intercity, der Orient-Express, der Pannonia
- A legtöbb pénznem: der Denar (dénár), der Dollar (dollár), der Euro (euró), der Forint, der Franken (frank), der Leu (lej), der Rubel (rubel); KIVÉTELEK: die Drachme (drachma), die Krone (korona), die Lira (líra), die Mark (márka), das Pfund Sterling (font)

#### Hangalak szerint
Német szavak:
- -en végződésű főnevek: der Briefkasten (postaláda), der Dukaten (dukát), der Frieden (béke), der Rücken (hát)
- -er végződésű főnevek: der Arbeiter (munkás), der Hammer (kalapács), der Kilometer, der Maler (festő), der Pförtner (portás), der Wecker (ébresztőóra); KIVÉTELEK: die Faser (rost), das Fenster (ablak), das Ruder (evező)
- -el végződésű főnevek: der Adel (nemesség), der Löffel (kanál), der Zettel (cédula); KIVÉTELEK: das Kamel (teve), die Klingel (csengő), die Tafel (tábla) stb.
- -ich, -ig végződésű főnevek: der Essig (ecet), der Honig (méz), der Teppich (szőnyeg)
- -ling végződéső főnevek: der Flüchtling (szökevény), der Jüngling (ifjú), der Lehrling (tanonc), der Pflänzling (csemete), der Prüfling (vizsgázó)
- Igék Präteritum alakjából (tőhangváltoztatással) képzett fővevek: der Betrug (csalás), der Biss (harapás), der Bruch (törés), der Εmpfang (fogadás, átvétel), der Gang (járás, menés), der Gruß (köszönés, üdvözlés), der Sprung (ugrás), der Trank (ital), der Wurf (dobás)

Idegen eredetű szavak:
- -ant, -ent végződésű főnevek: der Informant (tudósító), der Musikant (zenész); der Konsument (fogyasztó), der Patient (beteg)
- -ar, -är végződésű főnevek: der Kommentar (magyarázat), der Kommissar (felügyelő); der Sekretär (titkár), der Parlamentär (képviselő)
- -at, -et végződésű főnevek: der Athlet (atléta), der Demokrat (demokrata); der Komet (üstökös)
- -eur végződésű főnevek: der Friseur (fodrász), der Ingenieur (mérnök), der Kontrolleur (ellenőr), der Redakteur (szerkesztő)
- -iker végződésű főnevek: der Graphiker (grafikus), der Mathematiker (matematikus)
- -ismus végződésű főnevek: der Expressionismus (expresszionizmus), der Journalismus (újságírás), der Konservativismus (konzervativizmus), der Liberalismus (liberalizmus)
- -ist végződésű főnevek: der Kapitalist (kapitalista), der Kommunist (kommunista), der Komponist (zeneszerző)
- -or végződésű főnevek: der Direktor (igazgató), der Lektor, der Rektor
- -us végződésű főnevek: der Abakus (számolódeszka), der Kasus (eset), der Zyklus (ciklus); KIVÉTELEK: das Genus (nyelvtani nem), das Tempus (igeidő)

### Nőnemű főnevek

#### Jelentés szerint
- Női nevek: liebe Johanne, Katharina die Große
- Nők: die Dame (hölgy, dáma), die Frau (asszony), die Lady (hölgy), die Mutter (anya), die Nonne (apáca); KIVÉTELEK: der Backfisch (serdülő lány), das Fräulein (kisasszony), das Mädchen (lány), das Weib (asszony)
- Nőnemű állatok: die Henne (tyúk), die Löwin (nőstényoroszlán); KIVÉTEL: das Huhn (tyúk)
- Foglalkozások (nőnemű alakjai): die Chirurgin (sebésznő), die Friseurin (fodrásznő), die Journalistin (újságírónő), die Lehrerin (tanárnő), die Pilotin (pilótanő), die Zahnärztin (fogorvosnő)
- Nemzetiségek (nőnemű alakjai): die Deutsche (német nő), die Französin (francia nő), die Griechin (görög nő), die Italienerin (olasz nő), die Norwegerin (norvég nő), die Ungarin (magyar nő)
- -ei, -ie, -e, -a végű országok és tájegységek: die Mongolei (Mongólia), die Türkei (Törökország), die Normandie (Normandia), die Ukraine (Ukrajna); die Sahara (Szahara)
- Számok (mint számjegyek): die Null (nulla), die Eins (egyes), die Vier (négyes), die Zehn (tízes)
- Sok folyónév: die Donau (Duna), die Theiß (Tisza), die Elbe (Elba), die Oder, die Weser; KIVÉTELEK: der Amazonas, der Inn, der Lech, der Main (Majna), der Nil (Nílus), der Po (Pó), der Rhein (Rajna)
- Repülőgépek: die Boeing, die Concorde, die Tu–154
- Hajók: die Lusitania, die Titanic

#### Hangalak szerint
Német szavak:
- -e végződésű főnevek: die Adresse (lakcím), die Küche (konyha), die Lampe (lámpa), die Schule (iskola)
  - KIVÉTELEK egyes gyenge hímnemű főnevek: der Bube (fiú), der Junge (ifjú), der Knabe (fiú), der Name (név), der Rabe (holló) stb.
  - KIVÉTELEK továbbá: das Auge (szem), das Gebäude (épület), das Gebirge (hegység), das Getreide (gabona) stb.
- -ei végződésű főnevek: die Bäckerei (pékség), die Bücherei (könyvtár), die Schießerei (lövöldözés)
- -in végződésű főnevek (foglalkozások és nemzetiségnevek nőnemű alakjai, nőstény állatok stb.): die Ärztin (doktornő), die Lehrerin (tanárnő); die Deutsche (német nő), die Ungarin (magyar nő); die Hündin (nőstény kutya)
- -heit, -keit végződésű főnevek: die Freiheit (szabadság), die Gleichheit (egyenlőség); die Fertigkeit (készség), die Gerechtigkeit (igazságosság), die Möglichkeit (lehetőség)
- -schaft végződésű főnevek: die Freundschaft (barátság), die Mannschaft (csapat, legénység), die Wirtschaft (gazdaság), die Wissenschaft (tudomány)
- -ung végződésű főnevek: die Bestellung (rendelés), die Übersetzung (fordítás), die Übung (gyakorlat), die Wohnung (lakás)

Idegen eredetű szavak:
- -age végződésű főnevek: die Etage (emelet), die Reportage (riport)
- -anz, -enz végződésű főnevek: die Bilanz (mérleg), die Distanz (távolság), die Resonanz (rezonancia); die Existenz (lét), die Tendenz (irányzat), die Turbulenz (turbulencia); KIVÉTELEK: der Firlefanz (limlom), der Glanz (ragyogás), der Popanz (madárijesztő), der Tanz (tánc) stb.
- -ie végződésű főnevek: die Chronologie (időrend), die Kategorie (kategória), die Melodie (dallam), die Sympathie (együttérzés)
- -ik végződésű főnevek: die Esoterik (ezoterika), die Mathematik (matematika), die Physik (fizika), die Politik (politika)
- -sis végződésű főnevek: die Basis (alap), die Dosis (adag)
- -tät végződésű főnevek: die Fakultät (fakultás), die Nervosität (idegesség), die Relativität (viszonylagosság), die Seriosität (komolyság), die Solidarität (szolidaritás)
- -tion végződésű főnevek: die Inflation (pénzromlás), die Integration (integráció), die Revolution (forradalom), die Tradition (hagyomány)
- -ur végződésű főnevek: die Natur (természet), die Tastatur (billentyűzet), die Zensur (cenzúra); KIVÉTELEK: das Abitur (érettségi), das Futur (jövő idő), der Purpur (bíbor)

### Semlegesnemű főnevek

#### Jelentés szerint
- Hím- és nőnemű élőlények közös neve: das Pferd (ló), das Rind (szarvasmarha); KIVÉTEL: der Mensch (az ember)
- Fiatal élőlények neve: das Kalb (borjú), das Kind (gyerek)
- A betűk: das A ("A" betű), das B/das Be ("B" betű), das Z/das Zett ("Z" betű)
- Színek: das Blau (a kék), das Gelb (a sárga), das Rot (a piros)
- Törtszámnevek: das Drittel (harmad(rész)), das Viertel (negyed(rész))
- A települések, országok és a kontinensek nevei általában semlegesneműek; a névelőt ez esetben csak jelzős szerkezetekben rakjuk ki:
  - A településnevek mindig semlegesneműek: das alte Leipzig (a régi Lipcse); Ich fahre nach Budapest. (Budapestre utazom.)
  - Az országnevek általában semlegesneműek, de vannak kivételek: das schöne Italien (a szép Olaszország); Ich komme aus Ungarn. (Magyarországról jöttem.); das bildschöne Ungarn (a gyönyörű Magyarország - bizonyos földrajzi (ország)nevek jelző (melléknév) nélkül nem állhatnak.)
    - KIVÉTELEK: hímnemű országnevek – der Irak, der Iran, der Jemen, der Kongo, der Libanon, der Senegal, der Sudan, der Vatikan
    - KIVÉTELEK: nőnemű országnevek
      - a) die Schweiz (Svájc), die Ukraine (Ukrajna)
      - b) -ei végződésűek: die Mongolei (Mongólia), die Slowakei (Szlovákia), die Türkei (Törökország)
      - c) az "Union" főnévvel összetettek: die Europäische Union (Európai Unió), die Sowjetunion (Szovjetunió)
      - d) a "Republik" főnévvel kifejezettek: die Deutsche Demokratische Republik (NDK)

    - KIVÉTELEK: többes számú országnevek – die Niederlande (Hollandia), die Vereinigten Staaten (Egyesült Államok)

  - A kontinensek neve semlegesnemű: das schöne Europa (a szép Európa); KIVÉTEL: die Antarktis (Antarktisz)
- Fémek és kémiai elemek: das Eisen (vas), das Gold (arany), das Nickel (nikkel), das Uran (urán)
  - KIVÉTELEK: die Bronze (bronz), der Phosphor (foszfor), der Schwefel (kén), der Stahl (acél)
- Szállodák és mozik: das Astoria, das Capitol, das Hilton, das Urania
- A jövevényszavak általában semlegesneműek: das Café (kávézó), die/das Cola, das Internet, das Konto, das Taxi, das Telefon; KIVÉTELEK: der Bus, der Kaffee, die Metro stb.
- A főnevesült melléknevek (amennyiben nem személyt jelölnek): das Gute (jó), das Unendliche (végtelen)
- Az igék Infinitiv (főnévi igeneves) alakjából képzett főnevek: das Essen (evés), das Lernen (tanulás), das Lesen (olvasás), das Trinken (ivás)

#### Hangalak szerint
Német szavak:
- Az -en, -el, -er végződésű főnevek legtöbbször hímneműek vagy semlegesneműek: das Fenster (ablak), das Messer (kés), das Muster (minta, modell), das Zeichen (jelzés); KIVÉTELEK: die Schachtel (doboz), die Tafel (tábla) stb.
- ge- előképzős főnevek: das Gebirge (hegység), das Getränk (ital), das Gewässer (víz, vizek), das Gewissen (lelkiismeret); KIVÉTELEK: die Gebärde (mozdulat), die Geburt (születés), der Gedanke (gondolat), die Geduld (türelem)
- -chen, -lein kicsinyítőképzős főnevek: das Mädchen (lány), das Kästchen (ládika); das Fräulein (kisasszony)
- -nis végződésű főnevek: das Hindernis (akadály), das Gedächtnis (emlékezet), das Zeugnis (bizonyítvány); KIVÉTELEK: die Bitternis (keserűség), die Empfängnis (fogamzás), die Erlaubnis (engedély), die Erschwernis (nehézség), die Ersparnis (megtakarítás), die Fäulnis (rothadás), die Finsternis (sötétség, fogyatkozás), die Kenntnis (ismeret), die Wildnis (vadon)
- -tum végződésű főnevek: das Altertum (ókor), das Eigentum (tulajdon), das Königtum (királyság); KIVÉTELEK: der Irrtum (tévedés), der Reichtum (gazdagság)

Idegen eredetű szavak:
- -ett végződésű főnevek: das Ballett (balett), das Sonett (szonett)
- -ma végződésű főnevek: das Drama (dráma), das Komma (vessző)
- -ment végződésű főnevek: das Dokument (dokumentum), das Engagement (elhivatottság), das Parlament (parlament), das Pigment (pigment); KIVÉTELEK: der Moment (pillanat), der Zement (cement)
- -o végződésű főnevek: das Bingo, das Konto; KIVÉTEL: der Euro
- -um végződésű főnevek: das Datum (dátum), das Gymnasium (gimnázium), das Museum (múzeum)

### Az összetett főnevek neme
Az összetett főnevek neme mindig megegyezik az utótag nemével:
- die Klasse (osztály) + der Leiter (vezető, főnök) = der Klassenleiter (osztályfőnök)
- das Haus (ház) + die Aufgabe (feladat) = die Hausaufgabe (házi feladat)
- die Ware (áru) + das Haus (ház) = das Warenhaus (áruház)

Kivétel néhány elhomályosult összetétel:
- das Wort (szó) – die Antwort (válasz)
- die Woche (hét) – der Mittwoch (szerda)

### Rövidítések és betűszavak neme
A rövidítések mindig megőrzik az eredeti szó nemét:
- das Kilogramm → das Kilo
- die Lokomotive → die Lok
- die Universität → die Uni
- die Information → die Info (de ez, mivel gyenge nem, lehet das Info is)

A betűszavak is megőrzik a teljes szó vagy szókapcsolat nemét:
- die Landwirtschaftliche Produktionsgenossenschaft (mezőgazdasági termelőszövetkezet) → die LPG (TSZ)
- das Elektrokardiogramm → das EKG

## A főnév száma
A főnevek a német nyelvben is állhatnak akár egyes, akár többes számban. Vannak azonban olyan főnevek, amelyeknek vagy csak egyes, vagy csak többes száma van.
- Csak egyes számban használjuk például: die Achtung (tisztelet), das Analphabetismus (írástudatlanság), das Poker (póker), die Trauer (gyász) stb.
- Csak többes számban használjuk például: die Eltern (szülők), die Geschwister (testvérek), die Kosten (költségek), die Leute (emberek) stb.

### A többes szám jelölése
A német nyelvben a többes szám jelzése többféleképpen történhet:
- alaki különbség nélkül [ – ]: der Maler (festő) – die Maler (festők)
- tőhangváltás (Umlaut) jelzi a különbséget [ ¨– ]: die Mutter (anya) – die Mütter (anyák)
- –e, –er, –n, –en, –s ragok jelzik a különbséget: das Auto (autó) – die Autos (autók)
- Umlaut és –e vagy –er végződés együtt jelzi a különbséget [ ¨–e, ¨–er ]: der Baum (fa) – die Bäume (fák)

A többes számot tehát kilenc módon jelölhetjük:
|    | Umlaut | Rag   | Szótári jelölés | Egyes szám | Többes szám |
| -- | ------ | ----- | --------------- | ---------- | ----------- |
| 1. | nincs  | nincs | –               | der Maler  | die Maler   |
| 2. | van    | nincs | ¨–              | der Vater  | die Väter   |
| 3. | nincs  | –e    | –e              | der Tisch  | die Tische  |
| 4. | van    | –e    | ¨–e             | der Stuhl  | die Stühle  |
| 5. | nincs  | –er   | –er             | das Kind   | die Kinder  |
| 6. | van    | –er   | ¨–er            | das Buch   | die Bücher  |
| 7. | nincs  | –n    | –n              | die Katze  | die Katzen  |
| 8. | nincs  | –en   | –en             | die Frau   | die Frauen  |
| 9. | nincs  | –s    | –s              | das Auto   | die Autos   |

MEGJEGYZÉSEK:
- A többes szám képzése idegen szavak esetén sokszor az eredeti nyelv többes számát követi, ami a ragozási osztályok számát jelentősen megnöveli. Például: der Towarischtsch – die Towarischtschi (die Towarischtschs is), der Cherub – die Cherubim (die Cherubinen is)
- Az idegen eredetű -um, -us képzős főneveknél a többes szám jele gyakran a szótőhöz járul. Például: das Museum – die Museen, das Gymnasium – die Gymnasien
- Egyes szavaknál a szótő utolsó mássalhangzóját megkettőzzük, ami jelzi, hogy az előtte álló magánhangzó rövid marad. Például: die Lehrerin – die Lehrerinnen

### A többes számú főnevek magyartól eltérő használata
- A német nyelvben az egynél nagyobb tőszámnevek és egyes határozatlan számnevek és névmások után a főnév többes számban áll. Például: zehn Jungen (tíz fiú), zwei Bücher (két könyv), viele Kinder (sok gyerek), alle Völker (minden nép). (Ez a többi indoeurópai nyelvben is így van.)

KIVÉTELEK:
- A számhoz kapcsolódó mérték-, mennyiség- és súlyjelölő hímnemű és semlegesnemű főnevek egyes számban állnak: drei Paar Schuhe (három pár cipő), vier Glas Bier (négy pohár sör).

De ha nem mértéket jelölnek, akkor többes számban állnak: Dort tanzen vier Paare. (Ott táncol négy pár.); Fünf Gläser stehen auf dem Tisch. (Öt pohár áll az asztalon.)
- Az „Uhr” (óra) jelentésű főnevet az idő kifejezésekor egyes számban használjuk: um zwei Uhr (két órakor).

De ha az Uhr a mondatban az időmérő eszközt jelenti, akkor természetesen egynél nagyobb számok után többes számba kerül: Ich habe zwei Uhren: eine Armbanduhr und einen Wecker. (Két órám van: egy karóra és egy ébresztőóra.)

## A főnév esete és ragozása (Deklination des Substantivs)
A németben a főnevek esetragjai csak kevés esetben maradtak meg, így a főnév mondatbeli szerepére a névelő vagy más determináns utal.

A főnév esetei: 
- Alanyeset (der Nominativ, Wer-Fall, 1. Fall)
- Tárgyeset (der Akkusativ, Wen-Fall, 4. Fall)
- Birtokos eset (der Genitiv, Wes[sen]-Fall, 2. Fall)
- Részes eset (der Dativ, Wem-Fall, 3. Fall)

A szótárak általában főnév előtti r/e/s jelöléssel adják meg a főnév nemét (r=der→hímnem; e=die→nőnem; s=das→semlegesnem). A főnév utáni jelölések (pl.: s Brot, -(e)s, -e) rendre a főnév egyes számú birtokoseseti, illetve a többes számú alanyeseti végződéseit adják meg. A zárójelben álló e fonémák fakultatívan alkalmazhatóak. Ez a lehetőség, ahogy a példán is látszik, egyes szám, birtokos esetben fennállhat. A két hangalak között jelentésváltozás nem, és igen csekély stílusváltozás figyelhető meg. Hasonlóképpen egyes hím-, és semlegesnemű főnevek egyes szám, részes esetében két hangalak közül választhatunk. A főnév szótári alakját esetlegesen elláthatjuk egy -e fonémával, ezzel jelentésváltozást nem érünk el, de ennek a fonémának már stílusértéke van. Használata elavult, megszilárdult kifejezésekben mégis gyakran előfordul, de manapság ezekről is lemaradozhat: im Wege stehen, im Stande sein

### A hímnemű főnevek ragozása

#### Erős ragozású hímnemű főnevek
| HÍMNEM/ERŐS   | Egyes szám  | Többes szám |
| ------------- | ----------- | ----------- |
| alanyeset     | der Tag     | die Tage    |
| tárgyeset     | den Tag     | die Tage    |
| részes eset   | dem Tag(e)  | den Tagen   |
| birtokos eset | des Tag(e)s | der Tage    |

Jellemzőik:
- Egyes szám birtokos esetben –s vagy –es ragot kapnak.
- Többes számuk képzésének módjai: –, ¨–, –e, ¨–e, –er, ¨–er vagy –s.
- Többes szám részes esetben –n ragot kapnak (kivéve az –s többesjelűeket).

Szótári jelölésük:
- der Tag, –(e)s, –e (nap)
- der Bach, –(e)s, ¨–e (patak)
- der Leib, –es, –er (test)

| HÍMNEM/ERŐS   | Egyes szám | Többes szám |
| ------------- | ---------- | ----------- |
| alanyeset     | der Vati   | die Vatis   |
| tárgyeset     | den Vati   | die Vatis   |
| részes eset   | dem Vati   | den Vatis   |
| birtokos eset | des Vatis  | der Vatis   |

- der Wald, –es, ¨–er (erdő)
- der Maler, –s, – (festő)
- der Vater, –s, ¨– (apa)
- der Kuchen, –s, – (sütemény)
- der Faden, –s, ¨– (fonal)
- der Deckel, –s, – (fedő)
- der Apfel, –s, ¨– (alma)
- der Vati, –s, –s (apu)

#### Gyenge ragozású hímnemű főnevek
| HÍMNEM/GYENGE | Egyes szám | Többes szám |
| ------------- | ---------- | ----------- |
| alanyeset     | der Junge  | die Jungen  |
| tárgyeset     | den Jungen | die Jungen  |
| részes eset   | dem Jungen | den Jungen  |
| birtokos eset | des Jungen | der Jungen  |

Jellemzőjük: Egyes szám alanyeset kivételével minden esetben –n vagy –en ragot kapnak.
Szótári jelölésük:
- -e-re végződő főnevek (általában –n, –n rag):
  - der Affe, –n, –n (majom)
  - der Hase, –n, –n (nyúl)
  - der Junge, –n, –n (fiú)
  - der Knabe, –n, –n (fiú)
  - der Kollege, –n, –n (kolléga)

| HÍMNEM/GYENGE | Egyes szám   | Többes szám  |
| ------------- | ------------ | ------------ |
| alanyeset     | der Mensch   | die Menschen |
| tárgyeset     | den Menschen | die Menschen |
| részes eset   | dem Menschen | den Menschen |
| birtokos eset | des Menschen | der Menschen |

- mássalhangzóra végződő főnevek (általában –en, –en rag):
  - der Bär, –en, –en (medve)
  - der Held, –en, –en (hős)
  - der Mensch, –en, –en (ember)
  - der Prinz, –en, –en (herceg)
  - der Ungar, –n, –n (magyar (férfi))

| HÍMNEM/GYENGE | Egyes szám | Többes szám |
| ------------- | ---------- | ----------- |
| alanyeset     | der Herr   | die Herren  |
| tárgyeset     | den Herrn  | die Herren  |
| részes eset   | dem Herrn  | den Herren  |
| birtokos eset | des Herrn  | der Herren  |

KIVÉTEL: der Herr, –n, –en
A „Herr” egyes számban (alanyeset kivételével) –n, többes számban –en végződést vesz fel.

#### Vegyes ragozású hímnemű főnevek
| HÍMNEM/VEGYES | Egyes szám    | Többes szám |
| ------------- | ------------- | ----------- |
| alanyeset     | der Staat     | die Staaten |
| tárgyeset     | den Staat     | die Staaten |
| részes eset   | dem Staat(e)  | den Staaten |
| birtokos eset | des Staat(e)s | der Staaten |

Jellemzőjük: A vegyes ragozású főneveket egyes számban erősen, többes számban pedig gyengén ragozzuk, tehát:
- Egyes szám birtokos esetben –s vagy –es ragot kapnak.
- Többes számuk képzésének módjai: –n vagy –en.
- Többes szám részes esetben a többes szám jele után nem kapnak más ragot.

Szótári jelölésük:
- der Muskel, –s, –n (izom)
- der See, –s, –n (tó)
- der Staat, –(e)s, –en (állam)
- der Professor, –s, –en (professzor)

### A nőnemű főnevek ragozása
| NŐNEM         | Egyes szám | Többes szám |
| ------------- | ---------- | ----------- |
| alanyeset     | die Mutter | die Mütter  |
| tárgyeset     | die Mutter | die Mütter  |
| részes eset   | der Mutter | den Müttern |
| birtokos eset | der Mutter | der Mütter  |

Jellemzőik: A főnevek ragozása ebben a csoportban egyszerűbb és kevesebb az alakváltozat.
- Egyes számban nincsenek esetragok.
- Többes számuk képzési módjai: ¨–, –e, ¨–e, –n, –en, –s
- Az ¨–, –e, ¨–e többesjelű főnevek többes szám részes esetben –n esetragot vesznek fel.

Szótári jelölésük:
- die Ärztin, –, –nen (orvosnő)
- die Hand, –, ¨–e (kéz)
- die Lampe, –, –n (lámpa)
- die Mutter, –, ¨– (anya)
- die Mutti, – & -s, –s (anyu)

### A semlegesnemű főnevek ragozása
| SEMLEGESNEM/ERŐS | Egyes szám   | Többes szám |
| ---------------- | ------------ | ----------- |
| alanyeset        | das Jahr     | die Jahre   |
| tárgyeset        | das Jahr     | die Jahre   |
| részes eset      | dem Jahr(e)  | den Jahren  |
| birtokos eset    | des Jahr(e)s | der Jahre   |

#### Erős ragozású semlegesnemű főnevek
Jellemzőik:
- Egyes szám birtokos esetben –s vagy –es ragot kapnak.
- Többes számuk képzési módjai: –, –e, –er, ¨–er, –s.
- Többes szám részes esetben –n ragot kapnak (kivéve az -s többesjelű főnevek).

Szótári jelölésük:
| SEMLEGESNEM/ERŐS | Egyes szám | Többes szám |
| ---------------- | ---------- | ----------- |
| alanyeset        | das Auto   | die Autos   |
| tárgyeset        | das Auto   | die Autos   |
| részes eset      | dem Auto   | den Autos   |
| birtokos eset    | des Autos  | der Autos   |

- das Auto, –s, –s (autó)
- das Brot, –(e)s, –e (kenyér)
- das Buch, –(e)s, ¨–er (könyv)
- das Kind, –(e)s, –er (gyerek)
- das Jahr, –(e)s, –e (év)
- das Mädchen, –s, – (lány)

#### Vegyes ragozású semlegesnemű főnevek
Jellemzőik:
| SEMLEGESNEM/VEGYES | Egyes szám | Többes szám |
| ------------------ | ---------- | ----------- |
| alanyeset          | das Auge   | die Augen   |
| tárgyeset          | das Auge   | die Augen   |
| részes eset        | dem Auge   | den Augen   |
| birtokos eset      | des Auges  | der Augen   |

- Egyes szám birtokos esetben –s vagy –es ragot kapnak.
- Többes számuk képzési módjai: –n vagy –en.
- Többes szám részes esetben a többes szám jele után nem kapnak más ragot.

Szótári jelölésük:
- das Auge, –s, –n (szem)
- das Hemd, –(e)s, –en (ing)
- das Bett, –(e)s, –en (ágy)
- das Ohr, –(e)s, –en (fül)

### Eltérő ragozású főnevek
| RENDHAGYÓ RAGOZÁS | Egyes szám | Többes szám |
| ----------------- | ---------- | ----------- |
| alanyeset         | der Name   | die Namen   |
| tárgyeset         | den Namen  | die Namen   |
| részes eset       | dem Namen  | den Namen   |
| birtokos eset     | des Namens | der Namen   |

#### Der Name (–ns, –n)
Néhány hímnemű főnévnek egyes szám alanyesetben két alakja van. Például:
- der Friede – der Frieden (béke)
- der Name – der Namen (név)
- der Same – der Samen (mag)

Egyes szám alanyesetben a rövidebb alakjukat használjuk, de a többi esetben a hosszabbikat, s egyes szám birtokos esetben ehhez járul az -s rag.

#### Das Herz (–ens, –en)
| RENDHAGYÓ RAGOZÁS | Egyes szám  | Többes szám |
| ----------------- | ----------- | ----------- |
| alanyeset         | das Herz    | die Herzen  |
| tárgyeset         | das Herz    | die Herzen  |
| részes eset       | dem Herzen  | den Herzen  |
| birtokos eset     | des Herzens | der Herzen  |

## Külső hivatkozások
- A főnevek nemére vonatkozó szabályok
- Gyenge ragozású főnevek listája
- Csak egyes számban álló főnevek
- Csak többes számban álló főnevek